# Marca de Luzacia
Marca de Luzacia a fost un teritoriu de frontieră în Sfântul Imperiu Roman situat la granița cu Regatul Poloniei, care a existat între secolele al X-lea și al XIV-lea.

## Istoria
Teritoriul situat la răsărit de fosta limes Sorabicus a Franciei răsăritene, populat de către slavii veleți (luzacieni) și milcieni, a fost treptat cucerit până în 963 de către ducele de Saxonia Gero de Merseburg. Acesta a adăugat teritoriul cuprins între râurile Saale și Bóbr pentru a constitui astfel vasta Marcă a lui Gero, pe care regele romano-german Otto I „cel Mare” a recunoscut-o în 937. După moartea lui Gero din 965 și pierderea Mărcii de Nord în cursul răscoalei slavilor din 983, Luzacia a devenit centrul a ceea ce a mai rămas din Marca Saxonă de Răsărit (Ostmark) sub margraful Odo I.
În vreme ce termenul de Ostmark s-a menținut în uz vreme de secole, Marca Luzaciană a apărut ca unitate administrativă separată din 965, alături de alte mărci, precum Meissen, Merseburg și Zeitz. Divizarea dintre Luzacia Inferioară și pământurile adiacente ale triburilor milcienilor din jurul orașelor Bautzen și Görlitz (mai târziu Luzacia Superioară), pe atunci parte a Mărcii de Meissen, a avut loc în același secol.
În 1002 mărcile de Luzacia și de Meissen au fost cucerite de către regele Boleslau I al Poloniei, în timpul campaniei regelui Henric II-lea împotriva rebelului Henric de Schweinfurt. Succesorul lui Henric al II-lea, Conrad al II-lea a purtat două campanii, în 1031 și 1032, pentru a recuceri atât Luzacia Inferioară, cât și Luzacia Superioară de la urmașul lui Boleslav, Mieszko al II-lea.
Din timpul domniei regelui Henric al IV-lea, din 1056 Luzacia a fost reîncorporată în Sfântul Imperiu Roman, formând una dintre cele patru diviziuni ale Saxoniei Superioare alături de Meissen, Ostmark (Marca Saxonă de Răsărit) și Zeitz. Aceste regiuni nu au fost de fiecare dată conduse de către margrafi separați, ci erau mai degrabă diviziuni administrative. Luzacia și Ostmark erau guvernate împreună și până la urmă Ostmark a fost redus la puțin mai mult decât Luzacia Inferioară. Sub Henric al IV-lea, Luzacia Superioară a fost separată din Marca de Luzacia și conferită ca fief regelui Boleslav al II-lea al Poloniei.
Primul „margraf de Luzacia” este cunoscut abia din anul 1046. Sub împăratul Lothar al III-lea de Supplinburg, Luzacia Superioară și cea Inferioară au fost reunite, începând din 1136. Termenii „Ostmark” și „Luzacia” au devenit interșanjabili în secolul al XII-lea, cu toate că în 1128 contele Henric de Groitzsch este consemnat ca margraf de Ostmark, deși a primit Marca de Luzacia abia din 1131. Atunci când, în 1156 împăratul Frederic I Barbarossa l-a învestit pe Vladislav al II-lea al Boemiei cu Luzacia Superioară, teritoriul mărcii Luzaciei Inferioare a fost și mai redus, ca urmare a instituirii Mărcii de Landsberg, a Comitatului de Anhalt și a Ducatului de Saxa-Wittenberg.
Din 1210 Luzacia Inferioară se afla în posesia margrafilor de Meissen din Casa de Wettin. Atunci când margraful Henric al IV-lea „cel Ilustru” a murit în 1288, teritoriile luzaciene au revenit nepotului său, margraful Frederic Tuta de Landsberg. Succesorul acestuia, Dietrich (Diezmann) le-a vândut mai departe margrafului Otto al IV-lea de Brandenburg în 1303. În cele din urmă, ele au fost achiziționate de către Casa de Luxemburg, prin împăratul Carol al IV-lea în 1367 și încorporate teritoriilor Coroanei Boemiei.

## Lista margrafilor de Luzacia sau de Ostmark
- Dedi I, 1046–1075
- Dedi al II-lea, c. 1069
- Henric I, 1075–1103
- Henric al II-lea, 1103–1123
- Wiprecht, 1123–1124
- Albert „Ursul”, 1123–1128
- Henric al III-lea, 1124–1135
- Conrad I de Wettin, 1136–1156, de asemenea margraf de Meissen de la 1123
- Dietrich I, 1156–1185, fiul lui Conrad, margraf titular de Landsberg
- Dedi al III-lea, 1185–1190, frate
- Conrad al II-lea, 1190–1210, fiu
- Dietrich al II-lea „cel Asuprit”, 1210–1221, de asemenea margraf de Meissen de la 1198
- Henric al IV-lea „cel Ilustru”, 1221–1288, ultimul margraf de Luzacia

### margrafi de Landsberg
- Dietrich de Landsberg, 1265–1285, fiu al lui Henric al IV-lea „cel Ilustru”
- Frederic Tuta, 1288–1291, nepot al lui Henric al IV-lea „cel Ilustru”
- Dietrich al III-lea (Diezmann), 1291–1303, nepot al lui Henric al IV-lea „cel Ilustru”

Marca de Luzacia (Ostmark) a fost achiziționată de Brandenburg în 1303 și apoi a devenit parte a teritoriilor Coroanei Boemiei de la 1367.